# Tomás Romero
Tomás Lían Romero Keubler (ur. 19 grudnia 2000 w Cherry Hill) – salwadorski piłkarz z obywatelstwem amerykańskim występujący na pozycji bramkarza, reprezentant Salwadoru, od 2024 roku zawodnik amerykańskiego New York City FC.
Jego ojciec pochodzi z Salwadoru.